# 阿里山蹄盖蕨
阿里山蹄盖蕨（学名：Athyrium arisanense）为蹄盖蕨科蹄盖蕨属下的一个种。

## 扩展阅读
- 維基物種上的相關：阿里山蹄盖蕨